# 莫里茨·韦泽曼
莫里茨·韦泽曼（德語：Moritz Wesemann，2002年5月10日—），德国男子跳水运动员，主攻3米跳板项目，2023年欧洲运动会男子3米跳板金牌得主、2023年世界游泳锦标赛混合团体铜牌得主。